# Волчанский мясокомбинат
Волчанский мясокомбинат (укр. Вовчанський м'ясокомбінат) — предприятие пищевой промышленности в городе Волчанск Харьковской области.

## История
Волчанский мясокомбинат был создан в 1926 году в результате объединения мясоперерабатывающих предприятий города (построенной в 1911 году городской скотобойни, колбасной фабрики, птицекомбината и холодильника).
Во время Великой Отечественной войны в ходе боевых действий 1941 - 1943 гг. и в период немецкой оккупации города комбинат был разрушен, но после освобождения города в феврале 1943 года началось его восстановление. Летом 1943 года мясокомбинат возобновил работу
В 1948 году комбинат возобновил промышленное производство колбасных изделий.
В соответствии с шестым пятилетним планом развития народного хозяйства СССР в 1956 году началось техническое перевооружение комбината, в ходе которой был построен холодильный цех на 132 тонны одновременного хранения мясопродуктов, реконструированы мясожировой цех (производственная мощность которого увеличилась до 10 тонн за смену), цех по убою птицы и колбасный цех.
В советское время комбинат (вместе с шестью другими мясокомбинатами области, Харьковским птицекомбинатом и 17 обеспечивавшими их деятельность заготовительными совхозами) входил в состав Харьковского областного производственного объединения мясной промышленности и являлся одним из ведущих предприятий города.
После провозглашения независимости Украины мясокомбинат был передан в коммунальную собственность Харьковской области.
В мае 1995 года Кабинет министров Украины утвердил решение о приватизации мясокомбината в течение 1995 года. В дальнейшем, государственное предприятие было преобразовано в открытое акционерное общество.
2000 год комбинат закончил с убытком 168 тыс. гривен, 2001 год - с убытком 114 тыс. гривен.
Весной 2002 года владельцем комбината стала компания ООО "Торговый дом Агро-Трейд", после чего предприятие было реорганизовано в общество с ограниченной ответственностью.
В 2007 - 2008 гг. на мясокомбинате была проведена реконструкция колбасного производства, в результате которой в мае 2008 года был установлен производственный комплекс сыровяленых колбас (6 коптильных камер вместимостью около 5 тонн каждая и 5 камер-сушек вместимостью около 30 тонн готовой продукции каждая) производства фирмы "Doleschal GmbH" (Австрия) общей стоимостью 2,5 млн. евро и модернизирована холодильно-компрессорная система (используемый ранее в качестве хладагента аммиак был заменён на фреон-22 и фреон-507).
Начавшийся в 2008 году экономический кризис осложнил положение предприятия, если в 2008 г. объём производства сыровяленых колбас составлял 12 тонн за смену (и 2008 год комбинат завершил с прибылью 193,1 млн гривен), то к 31 марта 2009 года снизился до 5 тонн. Кроме того, к этому времени в связи с сокращением поголовья скота в Харьковской области возник дефицит сырья для мясной промышленности. В результате, 2009 год комбинат закончил с чистым убытком 50 тыс. гривен.
В 2010 году комбинат сократил чистый доход на 37,8% (до 59,35 млн гривен), но завершил год с чистой прибылью 200 тыс. гривен.

## Современное состояние
Предприятие производит колбасные изделия (сырокопченые и сыровяленые колбасы, сосиски, шпикачки, сардельки), мясные субпродукты и пельмени.